# La Femme qui aimait les hommes
Pour plus de détails, voir Fiche technique et Distribution.
La Femme qui aimait les hommes (הנותנת, Ha-Notenet) est un film israélien réalisé par Hagar Ben-Asher, sorti en 2011.

## Synopsis
Tamar, 35 ans, vit avec ses deux filles et multiplie les aventures. Un jour, Shai, un vétérinaire, vient s'installer au village et ils tombent amoureux.

## Fiche technique
- Titre : La Femme qui aimait les hommes
- Titre original : הנותנת (Ha-Notenet)
- Réalisation : Hagar Ben-Asher
- Scénario : Hagar Ben-Asher
- Photographie : Amit Yasur
- Montage : Asaf Korman
- Production : Benny Drechsel et Marek Rozenbaum
- Société de production : Rohfilm, SundanceTV, Transfax Film Productions, World Cinema Fund, Zigota Films et channel 10
- Société de distribution : Zootrope Films (France)
- Pays :  Israël,  Allemagne et  France
- Genre : drame et romance
- Durée : 87 minutes
- Dates de sortie : 
  -  France : 12 mai 2011 (festival de Cannes), 11 juillet 2012
  -  Israël : 17 mai 2012

## Distribution
- Hagar Ben-Asher : Tamar
- Ishai Golan : Shay
- Stav Yanai : Mika
- Daria Forman : Noa
- Icho Avital : Rami
- Tsahi Hanan : Doron
- Yoav Levi : Yair
- Lia Furman : Daphna

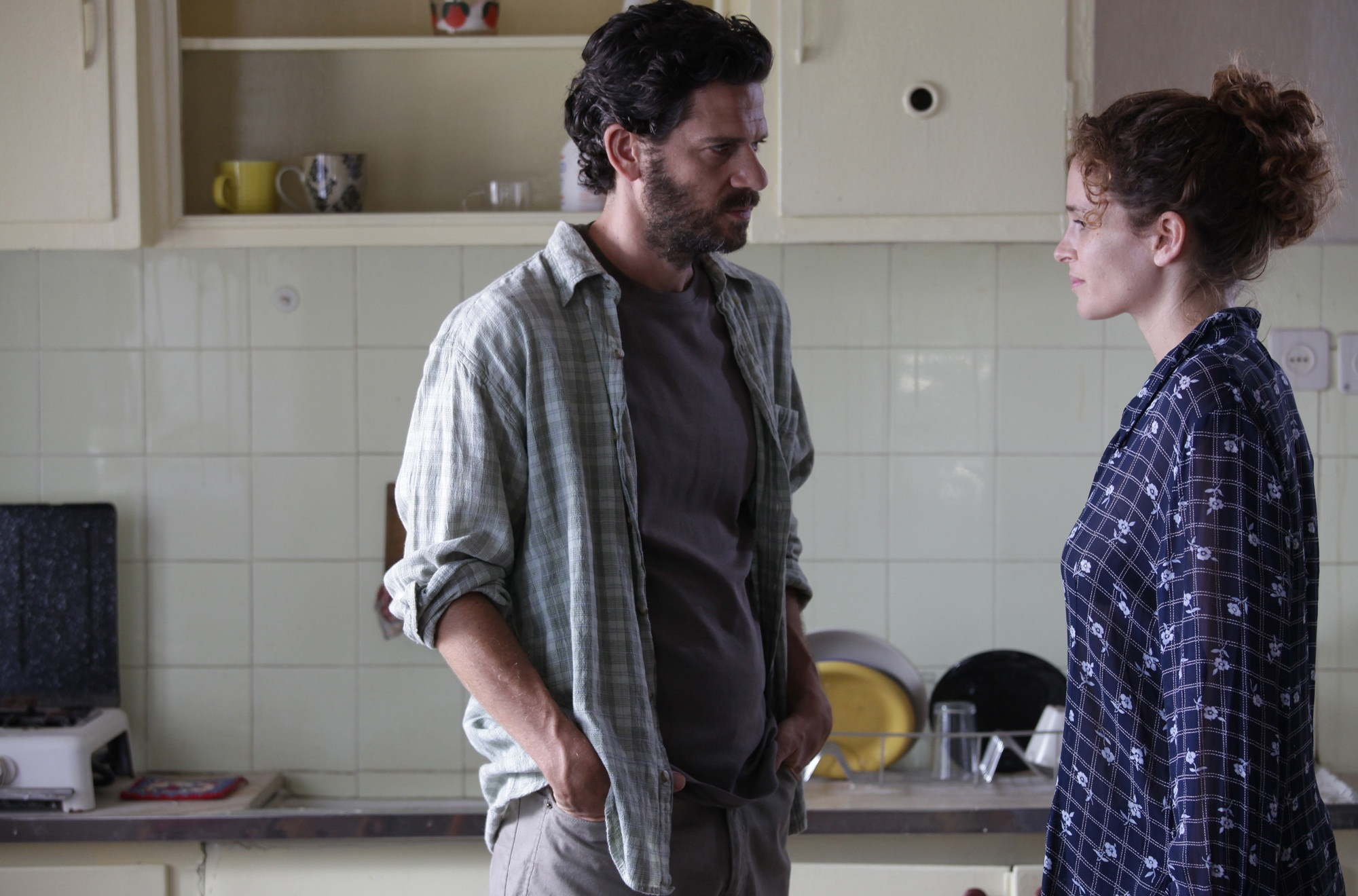
Image du film.

- Talya Hassid-Furman : la femme de Rami

## Distinctions
Le film a été nommé pour trois Ophirs du cinéma.